# Gottfried Borkowetz
Gottfried Borkowetz (* 1870; † 1945) war ein österreichischer Oberingenieur, der auf Brücken-, Straßen- und Eisenbahnbau spezialisiert war und mehrere Jahre in China wirkte.

## Leben und Werk
Er stammte aus der Nähe von Mährisch Neustadt. Nach dem dortigen Schulabschluss studierte Borkowetz an der k. k. Technischen Hochschule Brünn und erlangte an der k. k. Technischen Hochschule in Graz den Abschluss als Ingenieur. Seit 1888 gehörte er der Brünner Burschenschaft Libertas an. Im Graz wurde er Mitglied im Verband (ehemaliger) Grazer Techniker. 1897 trat er als wirkliches Mitglied in den Österreichischen Ingenieur- und Architektenverein ein. Er blieb zunächst als Assistent des späteren Rektors Josef Cecerle an der Lehrkanzel für Brückenbau an der Technischen Hochschule in Graz und spezialisierte sich auch auf Straßen- und Eisenbahnbau. Sein erster größerer Einsatz war als Mitglied der Bauleitung der Elbbrücke in Harburg, der heutigen Alten Harburger Elbbrücke, die 1899 fertiggestellt wurde. Zu diesem Zeitpunkt befand sich Borkowetz bereits in China, wo er für die Vereinigte Maschinenfabrik Augsburg und Maschinenbaugesellschaft Nürnberg A.G. tätig war.
Nachdem das Deutsche Kaiserreich 1898 vom Kaiserreich China das Kiautschou-Gebiet im Süden der Shandong-Halbinsel an der chinesischen Ostküste gepachtet hatte, wurde Borkowetz dorthin entsandt. Seine Aufgabe war die Ausführung der spektakulären Brückenbauten der Schantung-Eisenbahn-Gesellschaft. Dazu nahm er in Tschingtschoufu (青州府) seinen Wohnsitz. Eines seiner größten dortigen Bauprojekte war die Luokou-Eisenbahnbrücke (Huang-ho-Brücke). Diese Brücke wurde gebaut, nachdem die Deutsch-Chinesische Eisenbahngesellschaft eine beschränkte Ausschreibung für die Planung und den Brückenbau durchgeführt und MAN den Zuschlag erhalten hatte. Der Entwurf sah eine Gerberträgerbrücke mit einer Hauptöffnung von 128,7 m und einschließlich der Vorlandbrücken insgesamt 21 Öffnungen vor. Dieser Entwurf wurde aber nicht umgesetzt, sondern es wurden weniger Pfeiler errichtet. Der erste Spatenstich für die Eisenbahn fand 1908 im Beisein von Borkowetz bei Tientsin statt.
Nach seiner Rückkehr nach Deutschland war er u. a. in Magdeburg und Elberfeld tätig. Zuletzt lebte er in der Villa Oberwiedenstraße 17 in Wien.
Sein gleichnamiger Sohn promovierte 1933 an der Universität München.